# Ловушка для одинокого мужчины
«Ловушка для одинокого мужчины» — советский художественный фильм, комедийный детектив по мотивам одноимённой пьесы Робера Тома.

## Сюжет
Действие происходит в пригороде, где-то во Франции. Молодожён Даниэль Корбан обращается к комиссару полиции по поводу исчезновения своей жены Элизабет. Через несколько дней мадам Корбан возвращается домой в сопровождении местного кюре, но ошеломлённый её появлением Даниэль не желает признавать в ней свою законную супругу, считая эту женщину самозванкой, претендующей на его состояние. Элизабет - сирота, и её паспорта и фотографий у Даниэля нет. Никто не может подтвердить слова Даниэля — обвенчались они недавно и в уединённом местечке. Неожиданно появляется спившийся художник по прозвищу папаша Мерлуш, бывший случайным свидетелем на свадьбе Даниэля и Элизабет. За вознаграждение он готов описать внешность настоящей Элизабет, но самозванная «жена» стреляет в Мерлуша, обвинив Даниэля в убийстве художника. Вызванная комиссаром в качестве свидетельницы медсестра Ивон Берто, оказывавшая прежде Элизабет медицинские услуги, открыто торгует своими показаниями, предлагая признать или не признать самозванку в зависимости от того, кто заплатит ей крупную сумму. В конце концов Даниэль теряет самоконтроль и признаётся, что настоящая Элизабет мертва, а тело находится в горном потоке в лесу Шамуа.
В финале комиссар полиции объясняет, что он является постановщиком разыгранного спектакля, цель которого — заставить Даниэля Корбана признаться в убийстве жены. На самом деле тело Элизабет было найдено, и комиссар сразу заподозрил в убийстве её мужа, однако вместо рутинных допросов он выбрал нетривиальный способ. Супруги-актеры Тарке сыграли роли кюре и Элизабет. Были подключены и настоящие свидетели — папаша Мерлуш и медсестра Ивон Берто. В результате преступник угодил в ловушку.

## В ролях
| Актёр                    | Роль                                           |
| ------------------------ | ---------------------------------------------- |
| Николай Караченцов       | Даниэль Корбан                                 |
| Юрий Яковлев             | комиссар полиции                               |
| Ирина Шмелёва            | Флоранс                                        |
| Вениамин Смехов          | Максимен, лже-кюре                             |
| Иннокентий Смоктуновский | бродячий художник Поль Брисарр (папаша Мерлуш) |
| Елена Коренева           | медсестра Ивон Берто                           |
| Сергей Мигицко           | полицейский Жан                                |

## Съёмочная группа
- Автор сценария: Алексей Коренев
- Режиссёр: Алексей Коренев
- Оператор: Анатолий Мукасей
- Композитор: Максим Дунаевский
- Художник: Борис Комяков
- Продюсер: Геральд Бежанов
- Постановщик трюков: Владимир Балон